# ジェファーソン記念館

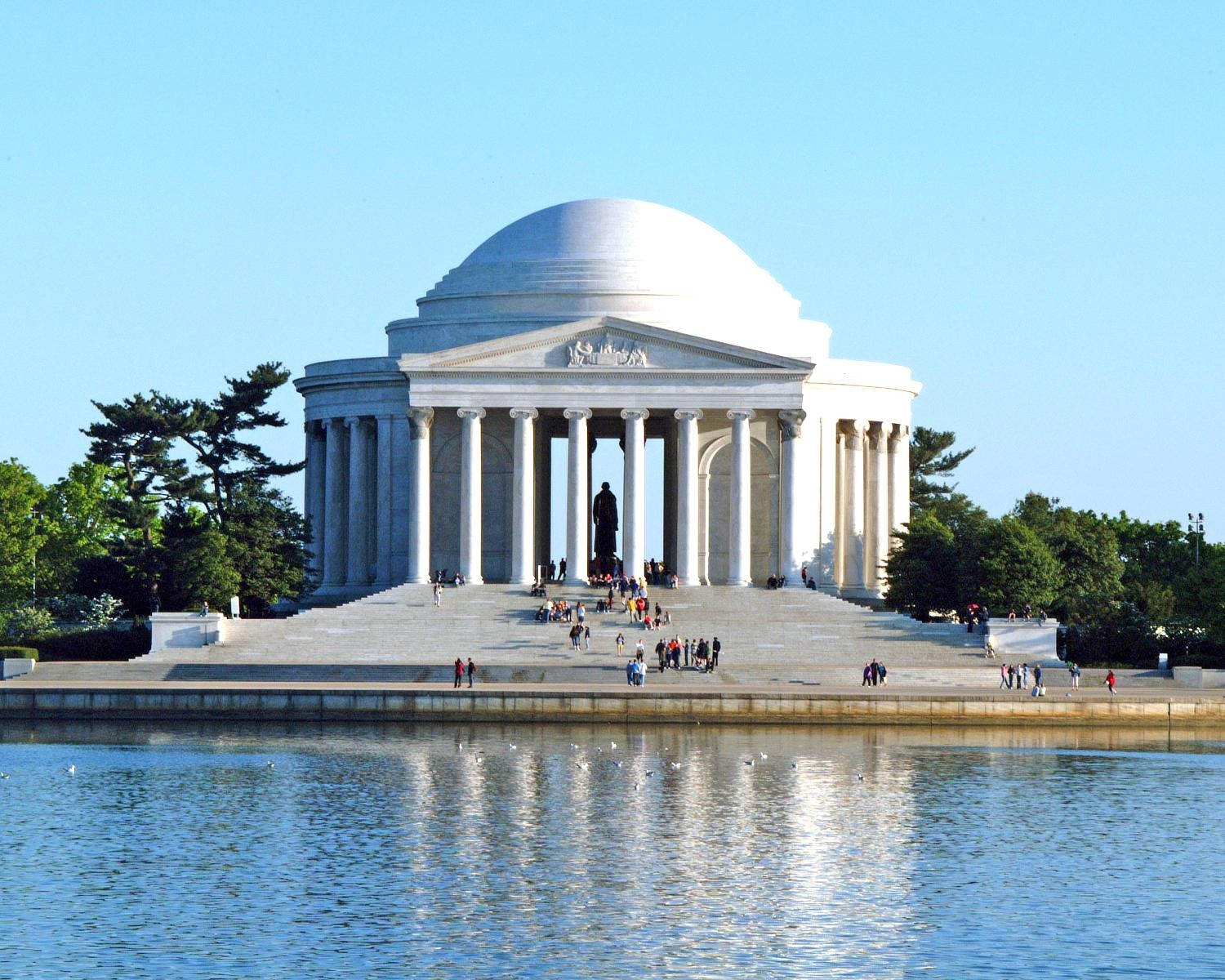
ジェファーソン記念館

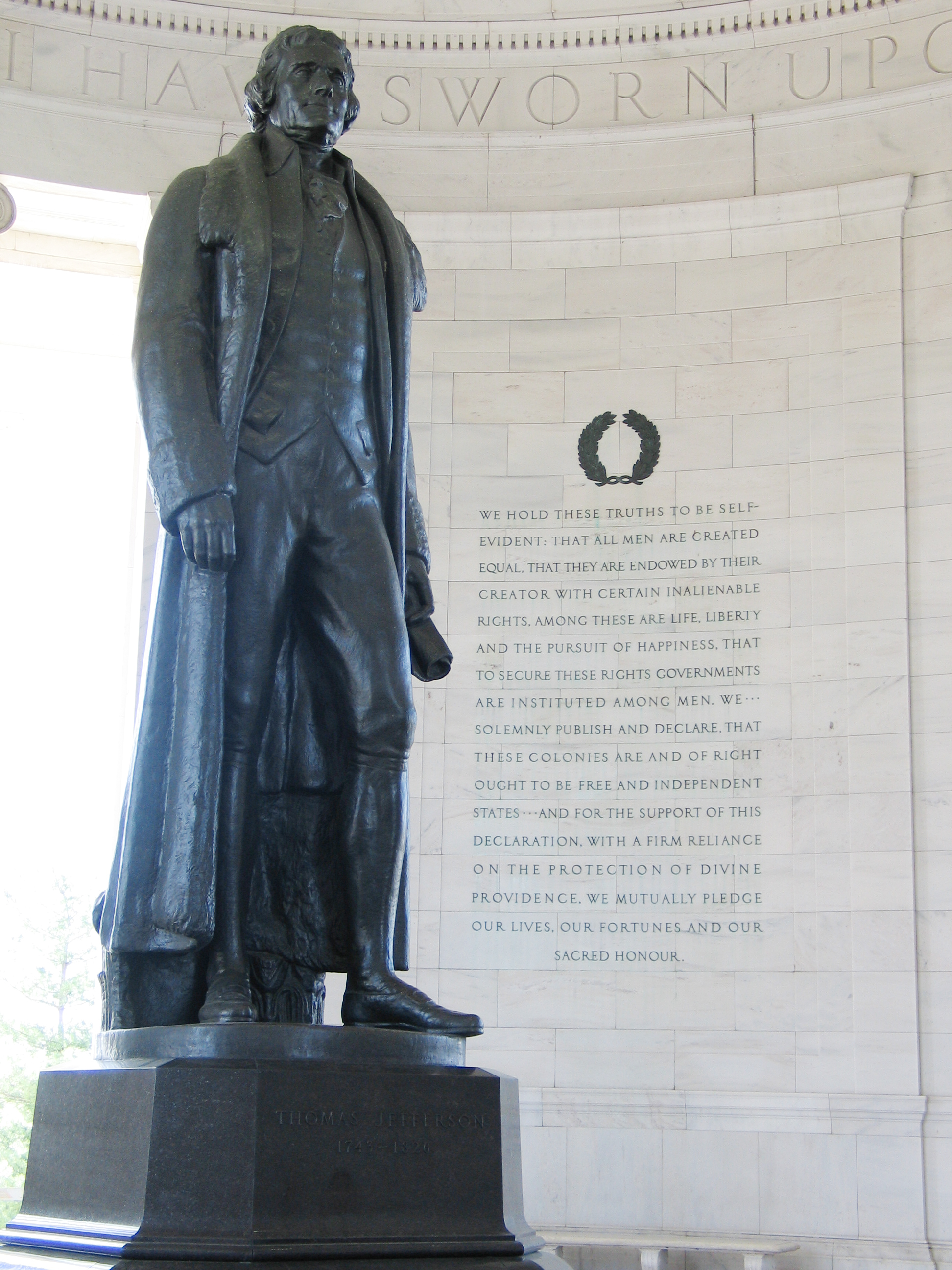
ジェファーソン像

ジェファーソン記念館（英: Thomas Jefferson Memorial）は、アメリカ合衆国の首都ワシントンD.C.にある、アメリカ合衆国第3代大統領トーマス・ジェファーソンを記念して建立された記念建造物である。

## 概要
ワシントンD.C.中心部のナショナル・モール南側にあるタイダルベイスンの畔に1943年に建てられた記念館である。中には、1947年に完成したジェファーソンの銅像が置かれている。
アメリカ合衆国国定記念建造物に指定されている。

## ダンス騒動
2008年、ジェファーソンが残したと言われている言葉「Dancing is a healthy and elegant exercise, a specific against social awkwardness.」にちなんで、イヤホンから流れる音楽を聴きながら記念館のホールで踊っていた女性が、公園警察に逮捕された。不当逮捕を訴えて女性が裁判を起こしたが、2011年に警察を支持する判決が下った。同年5月に裁判所の決定に抗議する活動家たちが同ホールで踊ったところ、公園警察に逮捕された。この様子が動画サイトなどで流され、逮捕は行き過ぎではないかと騒動となった。